# مزرعه میری
مزرعه میری یک منطقهٔ مسکونی در ایران است که در دهستان صحرای باغ واقع شده‌است.